# Annika Nordin
Annika Elisabeth Nordin, född 11 december 1959 i Gudmundrå socken, Ångermanland, är en svensk skådespelare. Nordin tog masterexamen i teater, inriktning fördjupat skådespeleri, på Högskolan för scen och musik vid Göteborgs universitet.

## Filmografi
- 2001 – Dans med en ängel (TV-serie)
- 2003 – Flickan som slutade ljuga
- 2005 – En kille som jag
- 2005 – Orka! Orka! (TV-serie)
- 2007 – Sanningen om Marika (TV-serie)
- 2007 – Var ska jag ligga se'n?
- 2007 – Gynekologen i Askim (TV-serie)
- 2007 – Anita
- 2008 – Varg
- 2008 – Guldkalven
- 2009 – Andra Avenyn (TV-serie)
- 2009 – Björn och Ulf
- 2011 – Jägarna 2
- 2013 – Molanders (TV-serie)
- 2015 – Prästen i paradiset
- 2017 – Rebecka Martinsson (TV-serie)
- 2018 – Vår tid är nu (TV-serie)
- 2017 – Jägarna (TV-serie)
- 2018 – Fartblinda (TV-serie)
- 2018 – Själakon
- 2020 – Huss (TV-serie)
- 2024 – Whiskey on the Rocks (TV-serie)

## Teater

### Roller (ej komplett)
| År   | Roll | Produktion         | Regi           | Teater                   |
| ---- | ---- | ------------------ | -------------- | ------------------------ |
| 2000 |      | Sorg Petra Revenue | Lars Andersson | Teater Trixter, Göteborg |